# Hellanikosz (író)
Leszboszi Hellanikosz (i. e. 5. sz.) görög történetíró. A leszboszi Mütiléné városából származott.

## Élete
Tróika című művében olyan genealógiát használt, mellyel hozzávetőlegesen meg tudta határozni a trójai háború időpontját. Athén története (Atthisz) című művében pedig a tisztségviselői listák alapján tett kísérletet az események datálására.
Elsőként ő említi, hogy Róma trójai eredetű.